# Old Newton
Old Newton är en by i Suffolk i England. Byn nämndes i Domedagsboken (Domesday Book) år 1086, och kallades då Neutuna/Newetuna/Newetona/Niuetuna/Niwetuna. Orten har 617 invånare (2015).